# Ingi Björn Albertsson
Ingi Björn Albertsson (Nizza, 3 novembre 1952) è un ex calciatore e allenatore di calcio islandese, di ruolo attaccante.

## Biografia
Viene da una famiglia di calciatori: suo padre Albert Guðmundsson è stato il primo islandese a giocare nel calcio professionistico, in Scozia, Inghilterra con l'Arsenal, Francia e Italia con il Milan, e successivamente è entrato in politica, venendo eletto nel parlamento islandese e diventando in seguito Ministro delle Finanze e poi Ministro dell'Industria. La figlia Kristbjörg Helga Ingadóttir ha giocato 4 volte nel 1996 con la Nazionale femminile islandese, mentre il figlio Albert Brynjar Ingason è anch'egli calciatore, con una presenza nella nazionale Under-21 islandese. Il genero Guðmundur Benediktsson è allenatore di calcio, con esperienze da calciatore in patria e in Belgio, e 10 presenze in Nazionale tra 1996 e 2001, ed è noto anche per le esultanze mentre commentava le partite dell'Europeo 2016 per la RÚV, tv pubblica islandese, in veste di telecronista. Il nipote di Ingi Björn Albertsson, Albert Guðmundsson, è anch'egli calciatore professionista e nazionale islandese.
Si è dedicato alla politica tra il 1987 e il 1995, militando in vari partiti del centro-destra islandese. Ha sposato nel 1977 Magdalena Kristinsdóttir, con cui ebbe sei figli.

## Carriera

### Calciatore

#### Club
Si forma nel Valur, militandovi dal 1969 al 1980. Con il club capitolino vinse tre campionati, tre coppe nazionali e due supercoppe. Nella stagione 1976 si aggiudica anche il titolo di capocannoniere del torneo con 16 reti.
Nella stagione 1981 passa al FH Hafnarfjörður, con cui retrocede in cadetteria al termine del campionato.
Dopo un ritorno per due stagioni al Valur, con cui ottiene il titolo di capocannoniere nella stagione 1983 con 14 reti, dal 1984 al 1986 è nuovamente in forza al FH Hafnarfjörður, con cui ottiene la promozione in massima serie al termine della 1. deild karla 1984.
Nella stagione 1987 torna al Valur, con cui vince il suo quarto campionato islandese.
Nel 1988 scende di categoria, tornando al FH Hafnarfjörður, con cui vince la 1. deild karla 1988. Chiuderà la carriera agonistica nel Selfoss

#### Nazionale
Albertsson ha giocato quindici incontri con la nazionale islandese tra il 1971 ed il 1979, marcando due reti.

### Allenatore
Appena ritiratosi dall'attività agonistica diviene l'allenatore del suo vecchio club, il Valur. Il club capitolino sotto la sua guida si aggiudica tre coppe nazionali e due supercoppe.
Nella stagione 1993 guida il Breiðablik alla conquista del campionato cadetto. Nel successivo torneo ottiene con i suoi il settimo posto nel massimo campionato islandese.
Nella stagione 1995 la inizia alla guida del Keflavík per poi continuarla al FH Hafnarfjörður, con cui retrocede in cadetteria.
Nel 1997 è alla guida dello Stjarnan, con cui retrocede in cadetteria al termine del campionato.
Nella stagione 1999 torna alla guida del Valur, con cui però retrocede in cadetteria al termine del campionato.

## Statistiche

### Cronologia presenze e reti in nazionale
| Cronologia completa delle presenze e delle reti in nazionale ― Islanda | Cronologia completa delle presenze e delle reti in nazionale ― Islanda | Cronologia completa delle presenze e delle reti in nazionale ― Islanda | Cronologia completa delle presenze e delle reti in nazionale ― Islanda | Cronologia completa delle presenze e delle reti in nazionale ― Islanda | Cronologia completa delle presenze e delle reti in nazionale ― Islanda | Cronologia completa delle presenze e delle reti in nazionale ― Islanda | Cronologia completa delle presenze e delle reti in nazionale ― Islanda |
| Data                                                                   | Città                                                                  | In casa                                                                | Risultato                                                              | Ospiti                                                                 | Competizione                                                           | Reti                                                                   | Note                                                                   |
| ---------------------------------------------------------------------- | ---------------------------------------------------------------------- | ---------------------------------------------------------------------- | ---------------------------------------------------------------------- | ---------------------------------------------------------------------- | ---------------------------------------------------------------------- | ---------------------------------------------------------------------- | ---------------------------------------------------------------------- |
| 12-5-1971                                                              | Reykjavík                                                              | Islanda                                                                | 0 – 0                                                                  | Francia                                                                | Qual. XX Olimpiade                                                     | -                                                                      |                                                                        |
| 26-5-1971                                                              | Bergen                                                                 | Norvegia                                                               | 3 – 1                                                                  | Islanda                                                                | Amichevole                                                             | -                                                                      | 65’                                                                    |
| 16-6-1971                                                              | Parigi                                                                 | Francia                                                                | 1 – 0                                                                  | Islanda                                                                | Qual. XX Olimpiade                                                     | -                                                                      |                                                                        |
| 18-5-1972                                                              | Ougrée                                                                 | Belgio                                                                 | 4 – 0                                                                  | Islanda                                                                | Qual. Mondiali 1974                                                    | -                                                                      | 46’                                                                    |
| 21-8-1976                                                              | Reykjavík                                                              | Islanda                                                                | 3 – 1                                                                  | Lussemburgo                                                            | Amichevole                                                             | -                                                                      |                                                                        |
| 5-9-1976                                                               | Reykjavík                                                              | Islanda                                                                | 0 – 1                                                                  | Belgio                                                                 | Qual. Mondiali 1978                                                    | -                                                                      | 46’ 75’                                                                |
| 11-6-1977                                                              | Reykjavík                                                              | Islanda                                                                | 1 – 0                                                                  | Irlanda del Nord                                                       | Qual. Mondiali 1978                                                    | 1                                                                      |                                                                        |
| 30-6-1977                                                              | Reykjavík                                                              | Islanda                                                                | 2 – 1                                                                  | Norvegia                                                               | Amichevole                                                             | 1                                                                      |                                                                        |
| 20-7-1977                                                              | Reykjavík                                                              | Islanda                                                                | 0 – 1                                                                  | Svezia                                                                 | Amichevole                                                             | -                                                                      |                                                                        |
| 31-8-1977                                                              | Nimega                                                                 | Paesi Bassi                                                            | 4 – 1                                                                  | Islanda                                                                | Qual. Mondiali 1978                                                    | -                                                                      | 46’                                                                    |
| 3-9-1978                                                               | Reykjavík                                                              | Islanda                                                                | 0 – 0                                                                  | Stati Uniti                                                            | Amichevole                                                             | -                                                                      | 78’                                                                    |
| 6-9-1978                                                               | Reykjavík                                                              | Islanda                                                                | 0 – 2                                                                  | Polonia                                                                | Qual. Euro 1980                                                        | -                                                                      | 46’                                                                    |
| 20-9-1978                                                              | Nimega                                                                 | Paesi Bassi                                                            | 3 – 0                                                                  | Islanda                                                                | Qual. Euro 1980                                                        | -                                                                      | 65’                                                                    |
| 4-10-1978                                                              | Halle                                                                  | Germania Est                                                           | 3 – 1                                                                  | Islanda                                                                | Qual. Euro 1980                                                        | -                                                                      | 78’                                                                    |
| 26-5-1979                                                              | Reykjavík                                                              | Islanda                                                                | 1 – 3                                                                  | Germania                                                               | Amichevole                                                             | -                                                                      | 59’                                                                    |
| Totale                                                                 |                                                                        | Presenze                                                               | 15                                                                     |                                                                        | Reti                                                                   | 2                                                                      |                                                                        |

## Palmarès

### Calciatore
- Campionato islandese: 4

Valur: 1976, 1978, 1980, 1987
- Coppa d'Islanda: 3

Valur: 1974, 1976, 1977
- Supercoppa d'Islanda: 2

Valur: 1977, 1979
- 1. deild karla: 1

FH Hafnarfjörður: 1988

### Allenatore
- Coppa d'Islanda: 3

Valur: 1990, 1991, 1992
- Supercoppa d'Islanda: 2

Valur: 1991, 1992
- 1. deild karla: 1

Breiðablik: 1993